# وير أو إس
أندرويد وير (بالإنجليزية: Android Wear)‏ هو نسخة من نظام تشغيل الهواتف المحمولة أندرويد من جوجل صمم خصيصا لتشغيل الساعات الذكية. تم الإعلان عنه في 18 من قبل ساندر بيتشاي، بالتعاون مع الشركات المصنعة، أسوس Broadcom، الأحفوري، HTC، Intel، LG، MediaTek، تقنيات الخيال، موتورولا، Qualcomm وسامسونج. بالموازاة مع ذلك، تم الإعلان عن أول ثلاثة نماذج من الساعات الذكية التي تعمل على بنظام التشغيل الجديد: موتو 360، سامسونج جير لايف وLG G watch.
أندرويد وير يدمج تكنولوجيا المساعد الشخصي Google Now التي تم تكييفها لملائمة الشاشات من حجم صغير جداً.